# Laudenbach (Rajna-Neckari járás)
Laudenbach település Németországban, azon belül Baden-Württembergben. Lakosainak száma 6519 fő (2023. december 31.).

## Népesség
A település népessége az elmúlt években az alábbi módon változott:
| Lakosok száma | 3322 | 3564 | 4538 | 4999 | 5258 | 5678 | 5777 | 6091 | 5984 | 6519 |
|               | 1961 | 1967 | 1974 | 1980 | 1987 | 1993 | 2000 | 2006 | 2013 | 2023 |